# Garganta de Samariá

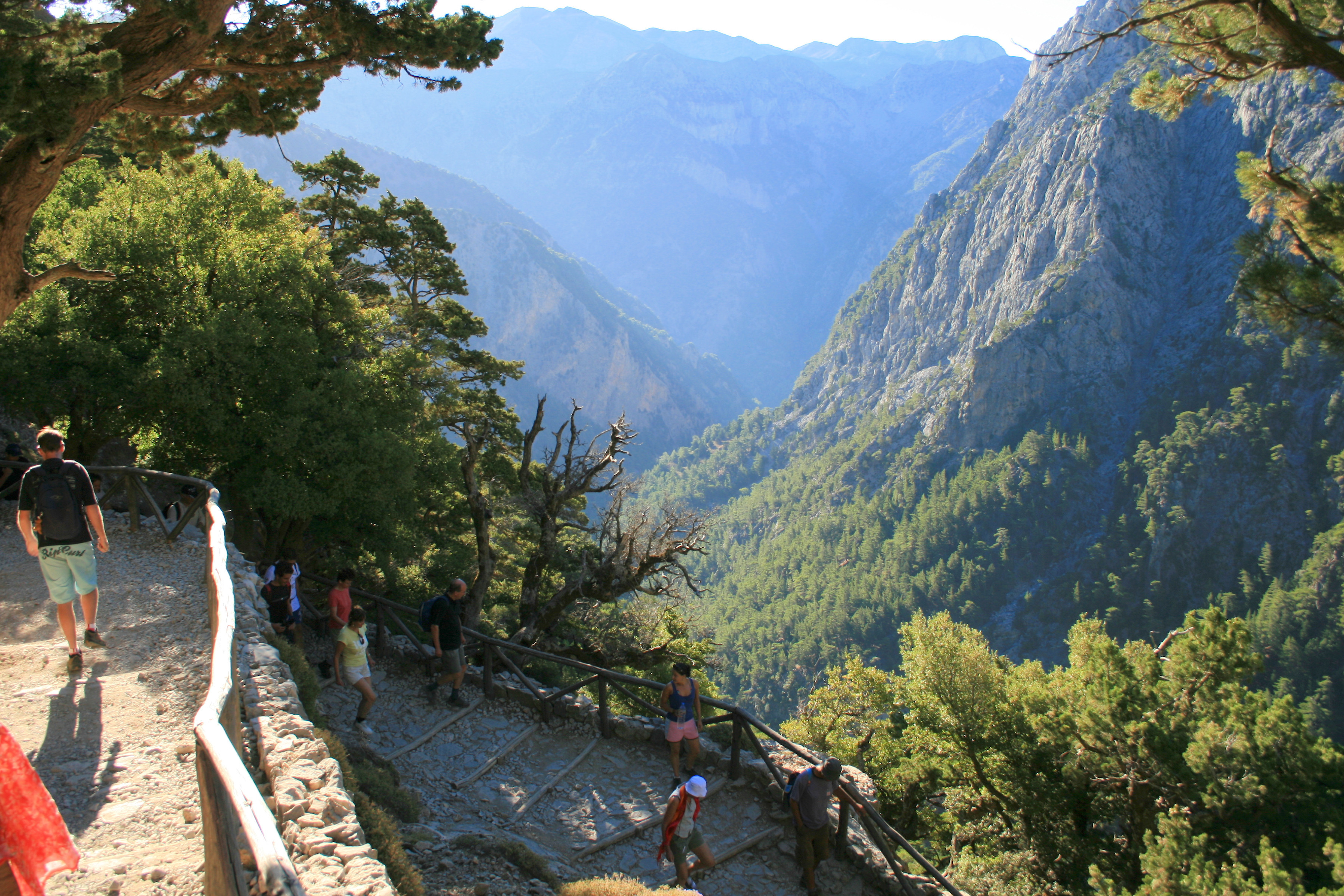
Descida para o desfiladeiro

A garganta de Samariá (em grego: Φαράγγι Σαμαριάς; romaniz.: Farángi Samariás ou simplesmente Φάραγγας; Fárangas) é um desfiladeiro situado na costa sul da ilha de Creta que, com 16 km de extensão, é frequentemente referido como sendo o mais longo da Europa. Grande parte dele faz parte do Parque Nacional de Samariá, o maior parque nacional da Grécia. A região está classificada como reserva da biosfera, integra a Rede Natura 2000, e é uma das principais atrações turísticas da ilha.

## Descrição
A garganta situa-se na parte sudoeste de Creta, na unidade regional de Chania. Foi criada por um pequeno rio que corre desde as Montanhas Brancas (Lefká Óri) e o monte Volakias. Há várias outras gargantas nas Montanhas Brancas, mas a de Samariá é a mais comprida. Usualmente diz-se que tem 18 km, a distância que vai da aldeia de Omalos, a norte, no interior, até à aldeia costeira de Agia Ruméli, mas extensão do desfiladeiro propriamente dito é de 16 km. A altitude varia entre 1 250 metros no planalto de Xiloskalo, a norte, onde se situa a entrada, e o nível do mar, na costa do mar da Líbia, onde termina. O percurso de caminhada através do Parque Nacional de Samariá tem 13 km, mas há que percorrer mais três quilómetros desde a saída do parque até Agia Ruméli.
A parte mais famosa da garganta é o trecho conhecido como "Portões" (ou, embora incorretamente, "Portões de Ferro"), onde a largura é de apenas quatro metros entre os dois lados a pique do desfiladeiro, cujas escarpas se erguem até 500 metros acima do leito do rio. A garganta tornou-se um parque nacional em 1962, particularmente como refúgio da rara kri-kri (Capra aegagrus creticus), a cabra selvagem cretense. Na garganta e áreas em redor há muitas  espécies de e aves e plantas, algumas delas endémicas.
A aldeia de Samariá situa-se dentro do desfiladeiro. Foi abandonada de vez pelos seus últimos habitantes em 1962, quando foi criado o parque nacional. A aldeia e a garganta devem o seu nome à antiga igreja da aldeia, Ossia Maria, construída pelos venezianos em 1379, que tinham algum interesse na exploração da madeira do vale. O nome foi sucessivamente corrompido para "Sia Maria", "Sa Maria" e finalmente Samariá.

## Parque nacional, fauna e flora
Quase todo o desfiladeiro (13 de 16 km), bem como a área em volta constituem o Parque Nacional de Samariá, o parque mais extenso e que acumulou mais distinções na Grécia:
- Diploma Europeu de Áreas Protegidas do Conselho da Europa

- Pertence à rede de reservas da biosfera criada pelo programa "Homem e Biosfera" (Man and Biosphere, MAB) da UNESCO. Além do  Parque Nacional do Olimpo, é o único parque nacional grego pertencente a esta rede.

- Integra a Rede Euopeia de Reservas Biogenéticas do Conselho da Europa.

- É uma das Zonas de Protecção Especial para a avifauna grega, inscrita na Rede Europeia de Áreas Protegidas Natura 2000 com a referência GR4340014.

- A área mais vasta das Montanhas Brancas é um sítio da Rede Natura 2000 com a referência GR4340008 (Sítio de Interesse Comunitário; SCI).

### Fauna
Entre as espécies presentes no parque, algumas delas endémicas, destacam-se:
- O kri-kri  (Capra aegagrus creticus), também chamada agrimi, a cabra selvagem cretense, uma raça especial de cabras selvagens que praticamente só se encontra na área do parque e numa ilha ao largo de Agia Marina.[6] A visão destes animais muito ágeis é rara, mas ocasionalmente é possível avistar as suas parentes cabra-selvagens vulgares.[7]

- O musaranho-cretense (Crocidura zimmermanni), um animal que só se encontra em nas partes altas das montanhas.[6]

- O gato-bravo-cretense (Felis silvestris cretensis), uma subespécie do gato-selvagem que se pensava estar extinto até um espécime ter sido capturado por uma expedição em 1996 e no ano seguinte ter sido encontrado um espécime morto.[6]

- O abutre-barbudo (Gypaetus barbatus), que provavelmente foi o animal que se diz ter matado o dramaturgo clássico Ésquilo c. 456 ou 455 a.C. ao deixar cair uma tartaruga sobre a sua cabeça calva, que tomou por uma pedra.[6]

- A Macrothele cretica, uma aranha migalomorfa da família Hexathelidae que se encontra exclusivamente na Grécia e está na lista de espécies ameaçadas da União Internacional para a Conservação da Natureza e dos Recursos Naturais (IUCN).[6]

- Há mais de 400 espécies de aves referenciadas no parque, nomeadamente várias de rapina, como corujas, águias, falcões e abutres; uma espécie rara de cobra, e variedades de fuinhas (Martes foina), Acomys, doninhas só encontradas em Creta.[7]

### Flora
Estão catalogadas cerca de 450 espécies de plantas no parque, nomeadamente a tulipa-de-Creta (Tulipa cretica), Berberis cretica,  (Onobrychis sphaciotica), Anchusa caespitosa, abelícea (Zelkova abelicea), etc. Entre as flores são relativamente abundants a Tulipa saxatilis, as aubrietas, saxifragas e anémonas. Também se encontram iris e orquídeas silvestres.
Ainda há muitas árvores, embora sejam menos abundantes do que no passado, quando a região foi famosa pelas suas vastas florestas de onde era extraída madeira para construção naval. Entre elas destacam-se o pinheiro Pinus brutia e o cipreste-mediterrânico Cupressus sempervirens var. horizontalis. Outras espécies presentes são o carrasco (Quercus coccifera), bordo-cretense Acer sempervirens), alfarrobeira (Ceratonia siliqua), lentisco (Pistacia lentiscus) e murta.
Há várias plantas aromáticas, como a ladania ou angisaros, manjerona, tomilho, malotera ou "chá da montanha", salva, alecrim (Rosmarinus officinalis) e orégão, além de meia dúzia de espécies que só se encontram em Samariá.
No desfiladeiro crescem várias plantas medicinais, algumas usadas por Dioscórides: além da alfarrobeira e do lentisco, há  agarathus (Phlomis triloba), árvore-da-castidade (Vitex agnus-castus), aloendro (Nerium oleander), Centaurea redempta e dictamno-de-Creta (Origanum dictamnus). Este último só se encontra em locais praticamente inacessíveis e foi mencionado por Aristóteles e Hipócrates. Antigamente era usado pelas mulheres para abortar e recentemente provou-se cientificamente que pode realmente causar aborto se ingerido em grandes quantidades durante os primeiros tempos da gravidez.

## Turismo
A descida a pé do desfiladeiro, desde o planalto de Omalós e Agia Ruméli é uma das principais atrações de turismo da natureza de Creta. Agia Ruméli não é acessível por estrada, pelo que os visitantes usam barcos para irem dali para Sougia ou Chóra Sfakíon. A caminhada dura entre cinco e sete horas e pode ser árdua, principalmente no pico do verão, quando as temperaturas são muito altas. Uma versão mais curta da caminhada é a ida e volta entre Agia Ruméli e aos "Portões". Além do desfiladeiro principal, há vários desfiladeiros transversais, que no entanto para serem percorridos é ncessário equipamento de canyoning e a obtenção prévia de uma autorização especial.
Os operadores turísticos locais organizam excursões à garganta, que incluem transporte de autocarro até à entrada do desfiladeiro, perto da aldeia de Omalós, a passagem marítima entre Agia Ruméli e Sougia ou Chóra Sfakíon e autocarro de volta aos locais de origem. Há também carreiras regulares de autocarros para Omalós desde Chania, Sougia e Palaiochora.